# Görjeån
Görjeån är en biflod till Luleälven i Jokkmokks och Bodens kommuner. Ån rinner upp i myrområdena öster om Tårrajaur och Vajmat och mynnar i Luleälven några km. norr om Laxede kraftstation.
Kring en sträcka i Bodens kommun har ett naturreservat inrättats, även det kallat Görjeån.